# ألسينو جيه سيلفا
ألسينو جيه سيلفا (المولود في 9 أبريل 1961) عالم أعصاب برتغالي أمريكي حصل على نيشان الأمير هنري في عام 2008 وانتُخب زميلًا للجمعية الأمريكية لتقدم العلوم في 2013 لمساهماته في الاستعراف الخلوي الجزيئي للذاكرة، وهو مجال كان رائدًا فيه بنشر مقالتين في مجلة ساينس في 1992.
سيلفا أستاذ متميز في علم الأعصاب والطب النفسي وعلم النفس في كلية ديفيد غيفين للطب في جامعة كاليفورنيا في لوس أنجلوس ومدير المركز المتكامل للتعلم والذاكرة في الجامعة والرئيس المؤسس لجمعية الإدراك الجزيئي والخلوي.
شغل منصب المدير العلمي السابق لقسم برامج البحوث الداخلية في المعهد الوطني للصحة العقلية، بعد أن شغل أيضًا منصب عضو مجلس الحكام في جامعة مينهو في البرتغال.

## السنوات الأولى
وُلد سيلفا في البرتغال في 1961، لكنه أمضى سنواته الأولى في لواندا الواقعة في أنغولا. غادر أفريقيا عندما كان في الثانية عشرة من عمره وشهد في البرتغال ثورة القرنفل في 1974. وصل إلى الولايات المتحدة في 1978، والتحق بجامعة روتجرز حيث درس علم الأحياء والفلسفة وعمل في مختبر ذبابة الفاكهة لويليام سوفر. تابع بعد ذلك دراساته العليا في علم الوراثة البشرية في جامعة يوتا. عمل هناك مع رايموند وايت، أحد رواد علم الوراثة البشرية الحديث.
أظهر عمله في الدراسات العليا أن الأنماط التخلقية (ما فوق الجينية) لمثيلة الحمض النووي يمكن أن تكون متعددة الأشكال وبين أنها موروثة بطريقة مندلية. فُتن سيلفا بالعمليات الداخلية للعلوم خلال دراساته العليا، ونظّم ندوات سنوية للدراسات العليا شارك فيها كبار العلماء رؤاهم حول هذا الموضوع. أدرك في يوتا أنه يستطيع الجمع بين شغفه بعلم الأحياء واهتمامه بنظرية المعرفة. وردته في يوتا أيضًا فكرة جلب نهج استهداف جينات الفئران المُطور حديثًا إلى دراسات الذاكرة، وذلك في أثناء عمله مع ماريو كابيكي. تقاسم كابيكي جائزة نوبل مع مارتن إيفانز وأوليفر سميثيز لتطوير استراتيجيات استهداف الجينات في الفئران.

## عمله بعد الدكتوراه والأبحاث الأولى في معهد ماساتشوستس للتكنولوجيا
خلال اجتماع في مختبر كولد سبرينغ هاربور، سمع سيلفا من بيتر مومبيرتس (الذي يعمل الآن في معهد ماكس بلانك للفيزياء الحيوية) أن سوسومو تونيغاوا في معهد ماساتشوستس للتكنولوجيا كان مهتمًا بعلم الأعصاب (تابع تونيغاوا دورةً في علم الأعصاب في مختبر كولد سبرينغ هاربور في 1987)، وأن مختبره كان يحاول إعداد استهداف الجينات لدراسة مستقبلات الخلايا التائية المناعية التي استنسخوها. لذا، كتب إلى تونيغاوا واقترح استهداف الجينات التي يُعبَر عنها بعد الولادة في المخيخ لدراسة ذاكرة المخيخ. في ذلك الوقت، كان مختبر تونيغاوا في معهد ماساتشوستس للتكنولوجيا يركز فقط على علم المناعة. حصل سوسومو تونيغاوا على جائزة نوبل في 1987 لاكتشافه الآلية الجينية التي تُنتج تنوع الأجسام المضادة. انضم سيلفا إلى مختبر تونيغاوا في أوائل خريف 1988.
قرر سيلفا دراسة تكوين الذاكرة المعتمدة على الحصين بعد حضوره ندوة جمعية علم الأعصاب (تورونتو، 1988) التي نظمها جون ليسمان عن آليات اللدونة الحصينية. إن كلًا من الخصائص الدامغة لإنزيم كالسيوم كالمودولين كيناز الثاني، أحد الموضوعات التي نوقشت في تلك الندوة، ونموذج جون ليسمان الذي يقترح دورًا رئيسًا لهذا الكيناز في التعلم الحصيني والذاكرة، أقنعا سيلفا بإعادة تركيز مشروعه في مختبر تونيغاوا على دور ألفا كالسيوم كالمودولين كيناز الثاني في اللدونة المشبكية الحصينية والتعلم والذاكرة. كانت المقالتان اللتان نشرهما في مجلة ساينس بصفته زميل ما بعد الدكتوراه في مختبر سوسومو تونيغاوا أول ما جمع بين التقنيات الوراثية الجزيئية والتحليلات الفيزيولوجية الكهربائية والدراسات السلوكية. أصبح هذا التكامل متداخل التخصصات للنهج الجزيئية والفيزيولوجية الكهربائية والسلوكية، التي تعززها التقنيات المعدلة وراثيًا، الدعامة الأساسية لدراسات علم الأعصاب.

## سنوات العمل في مختبر كولد سبرينغ هاربور
بعد أن قضى ثلاث سنوات في مختبر تونيغاوا، أعدّ سيلفا مختبره الخاص في مختبر كولد سبرينغ هاربور في لونغ آيلاند الواقعة في نيويورك، وهو معهد أبحاث كان يديره آنذاك جيمس واتسون، المعروف بأنه المكتشف المشارك لبنية الحمض النووي في 1953 مع فرانسيس كريك. ركز مختبر سيلفا دراساته في بداية الأمر على الآليات الجزيئية والخلوية للتعلم الحصيني والذاكرة. فمثلًا، قاد روسودان بورتشولادزي مشروعًا في مختبر سيلفا كشف فيه عن وجود دور لعامل النسخ CREB في استقرار التأييد طويل الأمد الحصيني والذاكرة طويلة الأمد. كان هذا أول تقرير عن تلاعب وراثي أثر على استقرار اللدونة المشبكية وعلى وجه التحديد الذاكرة طويلة الأمد وليس القصيرة. شملت الدراسات البارزة الأخرى لآليات الذاكرة في السنوات الأولى من مختبر سيلفا في كولد سبرينغ هاربور اكتشاف دور آليات اللدونة قصيرة الأمد قبل المشبكية الحصينية في التعلم الحصيني والذاكرة. أصبح هذا العمل المبكر مع الطفرات الحصينية التي أثرت على التأييد طويل الأمد والتعلم والذاكرة أساسًا لأدبيات كثيرة كشفت بشكل محسوم تغيرات مستقرة في اللدونة المشبكية في منطقة CA1 الحصينية في التعلم والذاكرة المعتمدة على الحصين.

## الانتقال إلى جامعة كاليفورنيا في لوس أنجلوس
انتقل مختبر سيلفا إلى قسم البيولوجيا العصبية في كلية الطب بجامعة كاليفورنيا في لوس أنجلوس في 1998. ربط المختبر هناك انخراطه المتزايد في النماذج الحيوانية للاضطرابات المعرفية مع الدراسات السريرية. بالإضافة إلى ذلك، كان مجتمع علم الأعصاب الكبير والمتعاون للغاية في جامعة كاليفورنيا في لوس أنجلوس بيئة مثالية للدراسات متداخلة التخصصات التي ميزت العمل في مختبر سيلفا. أصبح مختبر سيلفا أكثر انخراطًا في دراسة الآليات الجزيئية والخلوية المسؤولة عن القصور المعرفي في اضطرابات النمو العصبي الوراثية. في أواخر التسعينيات، كان يُعتقد أن القصور المعرفي المرتبط بهذه الفئة من الاضطرابات ناتج عن الاضطرابات الوراثية لنمو الدماغ. اقترحت دراسات النموذج الحيواني للورم العصبي الليفي من النوع الأول في مختبر سيلفا أن قصور التعلم والذاكرة المرتبط بطفرات هذا الورم ناتج عن التغيرات في آليات اللدونة المشبكية لدى البالغين. وفقًا لذلك، أظهر مشروع بقيادة روي إم كوستا في مختبر سيلفا أن القصور الفيزيولوجي الكهربائي، والأهم من ذلك القصور السلوكي، الناجم عن طفرات الورم العصبي الليفي من النوع الأول يمكن عكسه لدى البالغين عن طريق التلاعب الذي يُصحح قصور الإشارات الجزيئية المرتبط بهذه الطفرات. أظهر هذا الاكتشاف، بالإضافة إلى سلسلة من الدراسات اللاحقة في الكثير من المختبرات في جميع أنحاء العالم، الفعالية المدهشة للتدخلات لدى البالغين في عكس الأنماط الظاهرية المعرفية في النماذج الحيوانية لاضطرابات النمو العصبي. بعد دراسات الورم العصبي الليفي من النوع الأول التي نشرها مختبر سيلفا في 2002، تشمل النتائج الأخرى التي أُبلغت عن إنقاذ البالغين من اضطرابات النمو العصبي، فمثلًا، الدراسات التي أُجريت على الحيوانات لمرض ليرميت-دوكلوسومتلازمة روبينشتاين-تايبي في 2003ومتلازمة الكروموسوم إكس الهش في 2005ومتلازمة داون في 2007ومتلازمة ريتومتلازمة أنجلمان في 2007والتصلب الحدبي في 2008.

## تطوير علاجات العجز المعرفي للورم العصبي الليفي من النوع الأول والتصلب الحدبي
نجح فريق من العلماء بقيادة وايدونغ لي وستيفن كوشنر في مختبر سيلفا في تطوير علاج للعجز المعرفي الناجم عن الورم العصبي الليفي من النوع الأول (إن إف 1) لدى النماذج الحيوانية. اكتشف العلماء أن اللوفاستاتين، الذي يمثل أحد الستاتينات القادرة على عبور الحاجز الدماغي الدموي، بجرعة غير مؤثرة في مجموعة الفئران المضبوطة، من شأنه الحفاظ على إشارات «بروتين راس / إم إيه بّي كيه»، واللدونة المشبكية والعجز السلوكي لدى الفئران ذات طفرة «إن إف 1». تعمل الستاتينات على تقليل مستويات الإيزوبرينيل، ومجموعات الليبيدات المطلوبة لعملية إيزوبرنلة الراس ونشاطه، الذي يمثل جزيء نقل إشارة خاضع للتنظيم عبر البروتين المشفر بواسطة جين «إن إف 1». أظهر العمل في مختبر سيلفا أن طفرة «إن إف 1» قادرة على زيادة مستويات الراس النشط في الدماغ، بالإضافة إلى قدرة الستاتينات على عكس هذه الزيادة دون التأثير على إشارات الراس لدى المجموعة المضبوطة. أدت هذه النتائج إلى عدد من التجارب السريرية الصغيرة، لكنها ما زالت غير حاسمة، بالإضافة إلى دراستين سريريتين مستمرتين كبيرتين في كل من الولايات المتحدة وأوروبا. أظهر فريق من العلماء بقيادة دان إينينجر في مختبر سيلفا أن الرابامايسين، الذي يمثل أحد مثبطات «إم تي أو آر» المعتمدة من قبل إدارة الغذاء والدواء الأمريكية، قادر على عكس حالات العجز المتأخرة في «إل تي بّي» وضعف التعلم التي اكتشفوها في النموذج الحيواني للتصلب الحدبي (الفئران متغايرة زيجوت «تي إس سي 2»). يرتبط «تي إس سي» ارتباطًا وثيقًا بالتوحد، لكن لم تظهر الفئران متغايرة زيجوت «تي إس سي 2» أي شذوذات سلوكية شبيهة بالتوحد، مثل حالات العجز التفاعلية الاجتماعية. مع ذلك، يكشف التنشيط الاصطناعي للنظام المناعي لدى الفئران الحوامل عن وجود حالات عجز تفاعلية اجتماعية في الذرية متغايرة زيجوت «تي إس سي 2»، ما يشير إلى أن تطور الأعراض الشبيهة بالتوحد في «تي إس سي» غير مستلزم لطفرات «تي إس سي» فقط، بل يتطلب أيضًا عاملًا إضافيًا متمثلًا في التنشيط المناعي خلال الحمل. في الآونة الأخيرة، وجد ميو زو وزملاؤه في مختبر سيلفا أن الرابامايسين قادر أيضًا على منع حالات العجز السلوكي الناجمة عن طفرة الجين المسبب للفصام (دي آي إس سي / ديسك 1) في العصبونات التي تتولد وتتطور لدى الفئران البالغة (أي التخلق العصبي البالغ) بالإضافة إلى عكسها. من المثير للانتباه أن الرابامايسين قادر على عكس حالات العجز السلوكي على الرغم من عدم قدرته على عكس حالات العجز البنيوية المكتشفة لدى عصبونات الفئران مخفّضة الجين ديسك 1. توفر هذه النتائج إجمالًا حالة دامغة على الفعالية المحتملة لعلاجات البالغين في عكس الأعراض النفسية والمعرفية السلوكية المرتبطة باضطرابات التطور العصبي مثل «إن إف 1»، «تي إس سي» والفصام. 

## آليات الذاكرة البعادية
حتى فترة قريبة، ركزت أبحاث الآليات الجزيئية، والخلوية والنظمية للذاكرة بشكل شبه حصري على المراحل المبكرة (دقائق إلى ساعات بعد التدريب) من تشكل الذاكرة. عمل بول فرانكلاند وزملاؤه في مختبر سيلفا على استكشاف الأسس الجزيئية والخلوية المتعلقة بتقوية الذاكرة البعادية. استطاعوا اكتشاف واحدة من أولى عمليات التعديل الجزيئي القادرة على تعطيل الذاكرة البعادية على وجه التحديد. من اللافت للنظر أن طفرات الذاكرة البعادية التي وصفوها من شأنها تعطيل اللدونة المشبكية في القشرة المخية الجديدة، إلا أنها عديمة التأثير على الحصين، ما يتوافق مع النماذج التي تشير إلى عدم قدرة الحصين على دعم الذاكرة إلا لفترة قصيرة، بالإضافة إلى اعتماد الذاكرة البعادية على مواقع تخزين القشرة المخية الجديدة. استخدم فرانكلاند وزملاؤه في مختبر سيلفا مزيجًا من نهج الجينات، والتصوير والآفات القابلة للعكس بهدف البحث عن مناطق القشرة المخية الجديدة التي تلعب دورًا في الذاكرة البعادية. أشارت هذه الدراسات إلى امتلاك المناطق القشرية أمام الجبهية، مثل الحزامية الأمامية، دورًا حاسمًا في في استرجاع الذاكرة البعادية على عكس الحصين، إلا أنها لا تلعب أي دور في استرجاع الذاكرة الحديثة. سمحت هذه الدراسات إجمالًا بفتح الباب أمام كشف الآليات الخلوية والجزيئية المسؤولة عن التخزين طويل الأمد للمعلومات في الدماغ. علاوة على ذلك، كشفت الدراسات في مختبر سيلفا الدور الهام للدونة المشبكية في التعلم والذاكرة، إذ ركزت هذه المرة على تخزين الذاكرة القشرية.